# Stade français (pallacanestro maschile)
Lo Stade français è una società cestistica avente sede a Parigi, in Francia.

## Storia
Fondata nel 1920 all'interno della polisportiva Stade français, dove è ben più nota la sezione rugbistica, ha militato per 14 stagioni nella massima serie del campionato francese, conquistando 2 titoli (nel 1921 - la prima edizione in assoluto - e nel 1926-27), ma dopo la retrocessione nel 1986 ha militato nelle serie inferiori, coltivando soprattutto il settore giovanile.
A livello europeo ha preso parte a due edizioni della Coppa Korać (1980-81 e 1984-85) e alla Coppa delle Coppe 1985-86.

## Palmarès
- Campionato francese: 2

1921, 1926-27